# Чмутов, Иван Иванович
Иван Иванович Чмутов (17 [29] октября 1817, Санкт-Петербург — 31 марта [12 апреля] 1865, Санкт-Петербург) — русский живописец, ученик Фёдора Бруни и Петра Басина, представитель петербургского академизма николаевской эпохи; мастер исторической картины на религиозную тематику, портретист и жанрист. Ассоциированный член — «назначенный в академики» Императорской Академии художеств (с 1848), участник 13-й Русской духовной миссии в Пекине (в 1850–1858).

## Биография

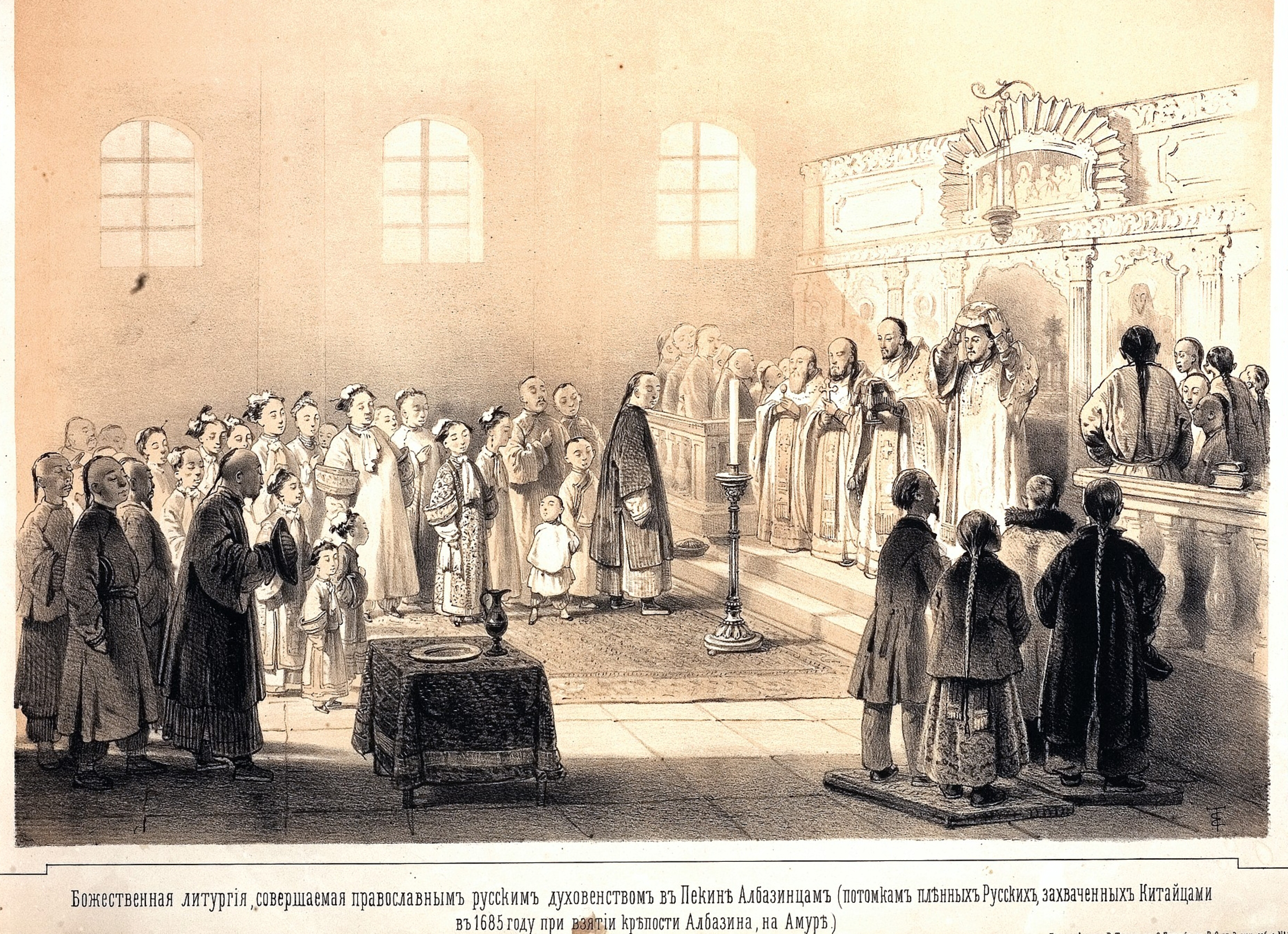
Албазинцы в Пекине. Рис. Чмутова И. с натуры

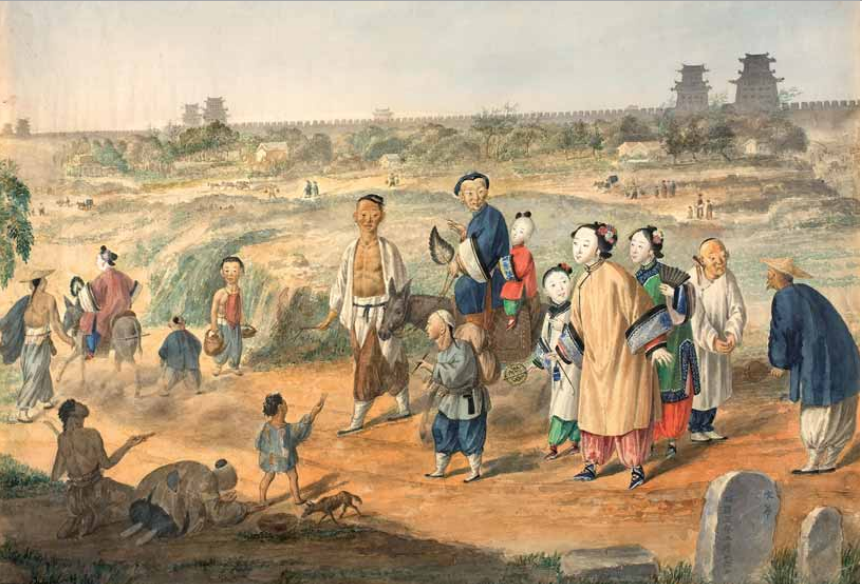
За стенами Пекина. 1850-е

Родился 17 октября 1817 года предположительно в Санкт-Петербурге.
В октябре 1827 года был принят в число воспитанников Императорской Академии художеств (в 1833 году — на казённое содержание), а в 1836 году определён в класс исторической и портретной живописи к Ф. А. Бруни. После отъезда Бруни в Италию, продолжил обучение под руководством П. В. Басина.
В 1837 году за рисунок с натуры был награждён серебряной медалью второго достоинства, а в 1838 году — золотой медалью второго достоинства за программу «Иосиф, толкующий сны в темнице».
В 1839 году на выставке Императорской Академии художеств представил картину «Исцеление расслабленного», за которую был награждён премией в 1000 рублей и правом приступить к выполнению картины на золотую медаль первого достоинства. В том же году получил звание художника XIV класса.
В 1841 и 1844 годах потерпел неудачу в конкурсе на получение первой золотой медали. В апреле 1846 года за собственный счет совершил поездку в Италию, но, не получив материальной поддержки, вынужден был в скором времени вернуться в Санкт-Петербург.
В 1848 году был признан назначенным в академики живописи, но программу не представил. В 1849 году зачислен в состав 13-й Пекинской духовной миссии и в 1850 году прибыл в Китай, где провёл около десяти лет. От этого периода работы художника сохранились лишь немногочисленные зарисовки и акварели пейзажного и жанрового характера, с некоторых из них были сделаны литографии, напечатанные в книге Е. П. Ковалевского «Путешествие в Китай» (1853) и в «Русском художественном листке» (1858).
После возвращения в Санкт-Петербург представил на выставке Императорской Академии художеств в 1860 году портреты маньчжурского князя, китайского чиновника III класса и их жён.
Скончался 31 марта 1865 году в Санкт-Петербурге.